# Хольмен, Самуэль
Са́муэль Хольме́н (швед. Samuel Holmén; род. 28 июня 1984, Аннелунд, лен Эльвсборг (ныне в лене Вестра-Гёталанд), Швеция) — шведский футболист, универсальный полузащитник.

## Карьера

### Клубная карьера
Начал заниматься футболом в клубе «Аннелунд», затем перешёл в «Эльфсборг». Дебютировал 26 сентября 2002 года в полуфинальном матче Кубка Швеции против стокгольмского АИКа. С 2003 года играл в основном составе. В 2003—2004 годах выступал под номером «8», в 2005—2007 — под номером «10». В сезоне-2006 отыграл без замен все матчи «Эльфсборга» в Аллсвенскан и стал чемпионом Швеции.
30 августа 2007 года перешёл в «Брондбю», подписав контракт на 4 года. В «Брондбю» Хольмен выступал под номером «6». Первый матч в зарубежном клубе провёл 2 сентября 2007 года против «Оденсе». В сезоне 2008/09 отыграл без замен все 33 матча «Брондбю» в Суперлиге. Последний матч за «Брондбю» провёл 15 июля 2010 года, это был домашний матч Лиги Европы против лихтенштейнского клуба «Вадуц».
16 июля 2010 года перешёл в «Истанбул ББ», контракт рассчитан на 3 года с зарплатой около 10 млн крон до уплаты налогов в год. Первый официальный матч за «Истанбул ББ» провёл 16 августа 2010 года против «Кайсериспора». В июле 2012 года «Истанбул ББ» предложил Хольмену новый контракт, от которого футболист отказался. Осенью 2012 года клуб предложил Хольмену более выгодный контракт с более чем двукратным увеличением зарплаты: в год около 20 млн крон до уплаты налогов, около 10 млн крон после уплаты налогов. Футболист вновь не стал подписывать контракт, заявив: «Я ничего не потеряю, если подожду ещё».

### Международная карьера
Выступал за молодёжную (до 21 года) сборную Швеции. Дебютировал в молодёжной сборной 20 августа 2003 года в товарищеском матче с Грецией. Участвовал в молодёжном чемпионате Европы 2004 года, провёл на турнире 3 матча (из 5). Играл в отборочном турнире молодёжного чемпионата Европы 2006 года. В отборочном турнире молодёжного чемпионата Европы 2007 года забил по голу в ворота Дании и Сербии.
В ноябре 2006 года Ларс Лагербек вызвал Хольмена в национальную сборную Швеции, на замену травмированным Тобиасу Линдероту и Андерсу Свенссону. Хольмен дебютировал в сборной 15 ноября 2006 года в товарищеском матче с командой Кот-д’Ивуара, выйдя на замену вместо Даниеля Андерссона. В отборочном турнире чемпионата мира 2010 провёл 8 матчей, забил гол в ворота сборной Венгрии с передачи Хенрика Ларссона.
Эрик Хамрен, возглавивший сборную Швеции в ноябре 2009 года, не вызывал Хольмена в сборную с января 2010 года до сентября 2011 года. 27 сентября 2011 года Эрик Хамрен неожиданно вызвал Хольмена в сборную на последние отборочные матчи чемпионата Европы 2012 против сборных Финляндии и Нидерландов. Эрик Хамрен объяснил этот неожиданный вызов возможной угрозой дисквалификации сразу трёх полузащитников сборной (Кима Чельстрёма, Понтуса Вернблума, Расмуса Эльма) и универсальностью Хольмена. Хольмен не попал в заявку на матч против Финляндии и провёл на скамейке запасных матч против Нидерландов. Таким образом, в отборочном турнире к Евро-2012 Хольмен не играл и лишь раз был в заявке на матч.
В ноябре 2011 года Эрик Хамрен вызвал Хольмена в сборную на товарищеские игры со сборными Дании и Англии и в матче с Данией выпустил Хольмена на замену. Так Хольмен вернулся в состав сборной после почти двухлетнего перерыва. 29 февраля 2012 года в товарищеском матче с Хорватией после удара Хольмена Стипе Плетикоса отбил мяч точно на ногу Себастиану Ларссону, который забил победный гол.
Самуэль Хольмен участвовал в чемпионате Европы 2012. В первых двух матчах, против Украины и Англии, Хольмен не играл. В последнем, ничего не решавшем матче группового этапа, против Франции, Хольмен вышел на замену на 79-й минуте игры. На первой минуте компенсированного времени Хольмен отдал голевую передачу: Кристиан Вильхельмссон прорвался по правому флангу и сделал навесную передачу от лицевой линии поля, Хольмен попытался замкнуть этот навес и попал в перекладину, а Себастиан Ларссон добил мяч в ворота. Этот гол стал для сборной Швеции последним на Евро-2012.
15 августа 2012 года в товарищеском матче с командой Бразилии Хольмен впервые с января 2010 года вышел в стартовом составе сборной и впервые с октября 2008 года отыграл матч сборной полностью. 16 октября 2012 года в отборочном матче чемпионата мира 2014 против Германии Хольмен неожиданно вышел в стартовом составе на позиции левого крайнего полузащитника. Эрик Хамрен готовился к тому, что правым защитником сборной Германии будет Филипп Лам, и выпустил Хольмена персонально против немецкого правого защитника. Йоахим Лёв выпустил Лама слева, а справа выпустил Жерома Боатенга. Хольмен оказался не готов противостоять Боатенгу и не смог помешать ему участвовать в атаках сборной Германии. Первый тайм закончился со счётом 3:0 в пользу Германии, и в перерыве матча Эрик Хамрен заменил Хольмена на Александра Качаниклича. По ходу второго тайма счёт был 4:0, но в итоге матч закончился со счётом 4:4. Эрик Хамрен вызывал Хольмена на все сборы с октября 2011 года.
| Матчи за национальную сборную | Матчи за национальную сборную | Матчи за национальную сборную        | Матчи за национальную сборную | Матчи за национальную сборную | Матчи за национальную сборную |
| №                             | Дата                          | Тип матча                            | Соперник                      | Счёт                          | Примечания                    |
| ----------------------------- | ----------------------------- | ------------------------------------ | ----------------------------- | ----------------------------- | ----------------------------- |
| 1                             | 15 ноября 2006                | товарищеский матч                    | Кот-д’Ивуар                   | 0:1 (0:1)                     | вышел на 85'                  |
| 2                             | 14 января 2007                | товарищеский матч                    | Венесуэла                     | 0:2 (0:1)                     | вышел на 60'                  |
| 3                             | 18 января 2007                | товарищеский матч                    | Эквадор                       | 1:2 (0:2)                     | заменён на 83'                |
| 4                             | 21 января 2007                | товарищеский матч                    | Эквадор                       | 1:1 (0:0)                     | заменён на 62'                |
| 5                             | 13 января 2008                | товарищеский матч                    | Коста-Рика                    | 1:0 (0:0)                     | 90 минут, на 49'              |
| 6                             | 19 января 2008                | товарищеский матч                    | США                           | 0:2 (0:1)                     | вышел на 61'                  |
| 7                             | 6 февраля 2008                | товарищеский матч                    | Турция                        | 0:0                           | вышел на 73'                  |
| 8                             | 20 августа 2008               | товарищеский матч                    | Франция                       | 2:3 (1:1)                     | вышел на 83'                  |
| 9                             | 6 сентября 2008               | отборочный матч чемпионата мира 2010 | Албания                       | 0:0                           | вышел на 83'                  |
| 10                            | 10 сентября 2008              | отборочный матч чемпионата мира 2010 | Венгрия                       | 2:1 (0:0)                     | 90 минут, на 64'              |
| 11                            | 11 октября 2008               | отборочный матч чемпионата мира 2010 | Португалия                    | 0:0                           | 90 минут                      |
| 12                            | 19 ноября 2008                | товарищеский матч                    | Нидерланды                    | 1:3 (0:1)                     | заменён на 77'                |
| 13                            | 24 января 2009                | товарищеский матч                    | США                           | 2:3 (0:2)                     | заменён на 62'                |
| 14                            | 28 января 2009                | товарищеский матч                    | Мексика                       | 1:0 (0:0)                     | вышел на 46'                  |
| 15                            | 11 февраля 2009               | товарищеский матч                    | Австрия                       | 2:0 (0:0)                     | вышел на 46'                  |
| 16                            | 28 марта 2009                 | отборочный матч чемпионата мира 2010 | Португалия                    | 0:0                           | заменён на 57'                |
| 17                            | 10 июня 2009                  | отборочный матч чемпионата мира 2010 | Мальта                        | 4:0 (1:0)                     | вышел на 80'                  |
| 18                            | 12 августа 2009               | товарищеский матч                    | Финляндия                     | 1:0 (1:0)                     | заменён на 46'                |
| 19                            | 5 сентября 2009               | отборочный матч чемпионата мира 2010 | Венгрия                       | 2:1 (1:0)                     | заменён на 85'                |
| 20                            | 9 сентября 2009               | отборочный матч чемпионата мира 2010 | Мальта                        | 1:0 (0:0)                     | заменён на 58'                |
| 21                            | 10 октября 2009               | отборочный матч чемпионата мира 2010 | Дания                         | 0:1 (0:0)                     | заменён на 63'                |
| 22                            | 20 января 2010                | товарищеский матч                    | Оман                          | 1:0 (1:0)                     | вышел на 44'                  |
| 23                            | 23 января 2010                | товарищеский матч                    | Сирия                         | 1:1 (0:1)                     | заменён на 81'                |
| 24                            | 11 ноября 2011                | товарищеский матч                    | Дания                         | 0:2 (0:1)                     | вышел на 85'                  |
| 25                            | 29 февраля 2012               | товарищеский матч                    | Хорватия                      | 3:1 (1:1)                     | вышел на 46'                  |
| 26                            | 29 мая 2012                   | товарищеский матч                    | Исландия                      | 3:2 (2:1)                     | вышел на 62'                  |
| 27                            | 5 июня 2012                   | товарищеский матч                    | Сербия                        | 2:1 (1:1)                     | вышел на 87'                  |
| 28                            | 19 июня 2012                  | Чемпионат Европы 2012                | Франция                       | 2:0 (0:0)                     | вышел на 79', на 81'          |
| 29                            | 15 августа 2012               | товарищеский матч                    | Бразилия                      | 0:3 (0:3)                     | 90 минут                      |
| 30                            | 6 сентября 2012               | товарищеский матч                    | Китай                         | 1:0 (0:0)                     | вышел на 84'                  |
| 31                            | 16 октября 2012               | отборочный матч чемпионата мира 2014 | Германия                      | 4:4 (0:3)                     | заменён на 46'                |

## Достижения
- Обладатель Кубка Швеции 2003
- Чемпион Швеции 2006
- Обладатель Суперкубка Швеции 2007[74]
- Обладатель Кубка Дании 2007/08
- Чемпион Турции: 2013/14

## Статистика выступлений
| Выступление      | Выступление      | Выступление      | Лига | Лига | Кубок | Кубок | Еврокубки | Еврокубки | Прочие | Прочие | Итого | Итого |
| Клуб             | Лига             | Сезон            | Игры | Голы | Игры  | Голы  | Игры      | Голы      | Игры   | Голы   | Игры  | Голы  |
| ---------------- | ---------------- | ---------------- | ---- | ---- | ----- | ----- | --------- | --------- | ------ | ------ | ----- | ----- |
| Эльфсборг        | Аллсвенскан      | 2002             | 0    | 0    | 1     | 0     | 0         | 0         | 0      | 0      | 1     | 0     |
| Эльфсборг        | Аллсвенскан      | 2003             | 21   | 2    | 5     | 3     | 0         | 0         | 0      | 0      | 26    | 5     |
| Эльфсборг        | Аллсвенскан      | 2004             | 23   | 4    | 1     | 0     | 4         | 0         | 0      | 0      | 28    | 4     |
| Эльфсборг        | Аллсвенскан      | 2005             | 24   | 3    | 5     | 3     | 0         | 0         | 0      | 0      | 29    | 6     |
| Эльфсборг        | Аллсвенскан      | 2006             | 26   | 7    | 3     | 4     | 0         | 0         | 5      | 2      | 34    | 13    |
| Эльфсборг        | Аллсвенскан      | 2007             | 18   | 2    | 1     | 0     | 5         | 0         | 2      | 1      | 26    | 3     |
| Эльфсборг        | Итого            | Итого            | 112  | 18   | 16    | 10    | 9         | 0         | 7      | 3      | 144   | 31    |
| Брондбю          | Суперлига        | 2007/08          | 23   | 3    | 6     | 2     | 0         | 0         | 0      | 0      | 29    | 5     |
| Брондбю          | Суперлига        | 2008/09          | 33   | 5    | 3     | 0     | 6         | 2         | 0      | 0      | 42    | 7     |
| Брондбю          | Суперлига        | 2009/10          | 27   | 5    | 2     | 0     | 6         | 1         | 0      | 0      | 35    | 6     |
| Брондбю          | Суперлига        | 2010/11          | 0    | 0    | 0     | 0     | 1         | 0         | 0      | 0      | 1     | 0     |
| Брондбю          | Итого            | Итого            | 83   | 13   | 11    | 2     | 13        | 3         | 0      | 0      | 107   | 18    |
| Истанбул ББ      | Суперлига        | 2010/11          | 30   | 5    | 8     | 2     | 0         | 0         | 0      | 0      | 38    | 7     |
| Истанбул ББ      | Суперлига        | 2011/12          | 38   | 7    | 1     | 0     | 0         | 0         | 0      | 0      | 39    | 7     |
| Истанбул ББ      | Суперлига        | 2012/13          | 19   | 6    | 0     | 0     | 0         | 0         | 0      | 0      | 19    | 6     |
| Истанбул ББ      | Итого            | Итого            | 87   | 18   | 9     | 2     | 0         | 0         | 0      | 0      | 96    | 20    |
| Всего за карьеру | Всего за карьеру | Всего за карьеру | 282  | 49   | 36    | 14    | 22        | 3         | 7      | 3      | 347   | 69    |

(откорректировано по состоянию на 29 января 2013 года)